# Temporada 2002 del Campeonato de Galicia de Rally
La temporada 2002 fue la edición 24º del Campeonato de Galicia de Rally. Empezó el 9 de marzo en el Rally do Cocido y terminó el 10 de noviembre en el Rally San Martiño.

## Calendario
Inicialmente el calendario contaba con nueve pruebas puntuables pero el Rally de Noia, Rally do Lacón y el Rally Botafumeiro se cancelaron.
| N.º | Fecha               | Rally                             | Resultados |
| --- | ------------------- | --------------------------------- | ---------- |
| 1   | 9-10 de marzo       | 7.º Rally do Cocido               | Resultados |
| 2   | 7-9 de junio        | 15.º Rally Internacional de Narón | Resultados |
| 3   | 14-15 de julio      | 11.º Rally do Albariño            | Resultados |
| 4   | 20-22 de septiembre | 33.º Rally de Ferrol              | Resultados |
| 5   | 26 de octubre       | 24.º Rally San Froilán            | Resultados |
| 6   | 8-10 de noviembre   | 13.º Rally San Martiño            | Resultados |

## Clasificación
| Pos. | Piloto            | 1 COC | 2 NAR | 3 ALB | 4 FER | 5 LUG | 6 SMA | Ptos. |
| ---- | ----------------- | ----- | ----- | ----- | ----- | ----- | ----- | ----- |
| 1.   | Manuel Senra      | 1     | 1     | 1     | 1     |       |       |       |
| 2.   | Julio Doce        | 3     | 3     | 3     | 4     |       | 2     | 867   |
| 3.   | Santiago Cagiao   |       | 7     |       |       | 3     | 9     | 722   |
| 4.   | Toño Villar       | 2     | 2     | 2     |       | 7     | 7     | 720   |
| -    | Germán Castrillón |       |       |       | 2     | 1     |       |       |
| -    | «Rantur»          |       |       |       |       |       | 1     |       |